# Eriococcus montanus
Eriococcus montanus är en insektsart som beskrevs av James Mather Hoy 1962. Eriococcus montanus ingår i släktet Eriococcus och familjen filtsköldlöss. Inga underarter finns listade i Catalogue of Life.